# Генрик Фірлей (примас)
Генрик Фірлей гербу Леварт (1574 — 25 лютого 1626, Скерневиці) — польський шляхтич, державний та католицький релігійний діяч, луцький латинський єпископ, Примас Королівства Польського і Великого князівства Литовського, коронний підканцлер (1613—1618).

## Життєпис
Батько-протестант Ян Фірлей помер, коли Генрик був малим. Його виховувала мати — ревна католичка. Навчався в єзуїтів Інґольштадта та Ґрацу, Падуї та Римі. В Римі під впливом Шишковського став духівником, отримав прихильність Папи Климента VIII.
1600 року підписав акт включення Естонії до корони. 1601 року був послом у важливій справі (можливо, одруження короля). За ласки короля став каноніком Сандомира, пробощом Плоцька, королівським секретарем. Під час сейму 1605 був коронним референдарем. 1608 року був посередником в перемовинах Януша Радзивілла та короля. Під час Смоленської виправи 1609—1610 перебував у Вільнюсі в оточенні королеви, мав її прихильність. Правдоподібно, за підтримки королеви 1611 року став препозитом у Мєхуві. На початку (інші дані 30 травня) 1616 року став луцьким біскупом. 1617 року на сеймі обороняв Станіслава Жолкевського від нападок недругів. 9 січня 1617 року став плоцьким біскупом, проти волі через це склав повноваження підканцлера.
1624 року король номінував його архиєпископом Ґнезна, капітула вибрала 25 квітня, Папа затвердив 1 вересня. Через слабке здоров'я, епідемію переїхав до Ловіча, де надав фундуш для шпиталю о. Боніфратрів, сюди привіз мощі св. Вікторії. До кінця життя не відбув «інґресу», не відвідав Ґнезно.
Досить типовий біскуп контрреформації: посади отримав не тільки через власні побожність та вміння, але й завдяки походженню.